# 反正天皇
反正天皇（日语：／ Hanzei Tennō）是日本第18代天皇（反正天皇元年1月2日 - 反正天皇5年1月23日在位），名瑞齒別尊（日语：／ Mitsuhawake no mikoto）、多遲比瑞歯別尊（たじひのみずはわけのみこと），是古墳時代的天皇。古事記記載他活了60歲。

## 系譜
仁德天皇的第三皇子。母親是磐之媛命（いわのひめのみこと）。
履中天皇的同母弟，允恭天皇的同母兄。以下是其后妃和子嗣列表：
- 皇夫人：津野媛（つのひめ）
  - 香火姫皇女（かひひめのひめみこ）
  - 円皇女（つぶらのひめみこ）
- 妃：弟媛（おとひめ）
  - 財皇女（たからのひめみこ）
  - 高部皇子（たかべのみこ）

## 略歴
1月2日於履中天皇駕崩後即位，5年後，於1月23日駕崩。《古事記》記載其時年60。

## 諡号・追号・異名
別名瑞齒別天皇（みつはわけのすめらみこと）。
《古事記》以水齒為別名（みずはわけのみこと）。
中國《宋書》及《梁書》記載中的倭五王，倭王讚為仁德天皇或履中天皇，反正天皇為倭王珍的可能性甚高。

## 宮
都在河內丹比柴籬宮（たじひのしばかきのみや、大阪府松原市上田7丁目的柴籬神社）。

## 陵墓・靈廟
葬於百舌鳥耳原北陵（もずのみみはらのきたのみささぎ）

大阪府堺市北三國中丘町2丁目的田出井山古墳（前方後墳，全長148m）。

## 關連項目
- 日本書紀

| 前任： 履中天皇 | 日本天皇 | 繼任： 允恭天皇 |